# X-25 javlja
X-25 javlja je slovenski črno-bela vojna drama iz leta 1960 v režiji in po scenariju Františka Čapa, posnet po romanu Milana Nikolića. Mirko uspe priti do službe vohuna v nemški okupatorski vojski, obenem sodeluje tudi s partizani. Kot dvojni vohun mu dolgo uspe zadovoljevati obe strani.

## Igralci
- Dušan Janićijević kot Mirko
- Tamara Miletić kot Hilde Kramer
- Angelca Hlebce kot mati
- Mata Milošević kot Zoran
- Stevo Žigon kot Hans Binder
- Nikola Simić kot Gregorič
- Iva Zupančič kot Trude
- Mila Kačič kot čistilka
- Vera Murko kot administratorka
- Aleksandar Gavrić kot Velja
- Danilo Bezlaj
- Laci Cigoj
- Albert Hehn
- Janez Jerman
- Milan Kamara
- Franjo Kumer
- Kurt Linda
- Drago Makuc
- Jože Pengov
- Jovan Rančić
- Stane Starešinič
- Rolf Wanka